# Abborrgölen (Lenhovda socken, Småland)
Abborrgölen är en sjö i Uppvidinge kommun i Småland och ingår i Alsteråns huvudavrinningsområde. Sjön har en area på 0,14 kvadratkilometer och ligger 231 meter över havet. Abborrgölen ligger i Kärngölsområdet Natura 2000-område.

## Delavrinningsområde
Abborrgölen ingår i det delavrinningsområde (631849-147789) som SMHI kallar för Vid mätstation Skahus. Medelhöjden är 236 meter över havet och ytan är 13,41 kvadratkilometer. Räknas de 10 avrinningsområdena uppströms in blir den ackumulerade arean 147,51 kvadratkilometer. Avrinningsområdets utflöde Alsterån mynnar i havet. Avrinningsområdet består mestadels av skog (86 procent). Avrinningsområdet har 0,51 kvadratkilometer vattenytor vilket ger det en sjöprocent på 3,8 procent.